# Óskar Pétursson
Óskar Pétursson (Reykjavík, 26 gennaio 1989) è un calciatore islandese, portiere del Grindavík.

## Carriera

### Club
Ha sempre giocato nel campionato islandese.

### Nazionale
Ha partecipato, con l'Islanda under 21, al campionato europeo di categoria del 2011 dove è sceso in campo in un'occasione.